# Domingo Ortiz de Rozas
Domingo Ortiz de Rozas y García de Villasuso, I conde de Poblaciones (Rozas del valle de Soba, actual Cantabria, Reino de España, e/ agosto y noviembre de 1683 - Mar de Hoces cerca del cabo de Hornos, Reino de España, junio de 1756), fue un noble y militar español.
Nombrado Gobernador del Río de la Plata, posteriormente fue asignado como Gobernador del Reino de Chile y presidente de la Real Audiencia de Santiago, siendo ambos territorios, dependencias autónomas del Virreinato del Perú, y por su labor administrativa colonial sería nombrado por el rey Fernando VI como conde de Poblaciones en 1754. Era el tío bisabuelo del brigadier Juan Manuel de Rosas, gobernador de la provincia de Buenos Aires y principal caudillo de la Confederación Argentina.

## Biografía hasta el cargo chileno

### Origen familiar y primeros años
Domingo Ortiz de Rozas había nacido entre agosto y noviembre de 1683 en la localidad de Rozas del valle de Soba, en La Montaña de Castilla la Vieja que formaba parte de la Corona de España. Era hijo de los hidalgos Urbán Ortiz de Rozas (Rozas, 20 de febrero de 1645-ibid., después del 6 de octubre de 1708) y de Isabel García de Villasuso (Regules, 12 de abril de 1648-Rozas, después del 21 de abril de 1718).
Había sido bautizado en la parroquia de San Miguel de Rozas, el 21 de noviembre del año de nacimiento. Tenía un hermano menor llamado Bartolomé Ortiz de Rozas y García de Villasuso (n. Rozas, España, 4 de septiembre de 1689) que sería padre de Domingo Ortiz de Rozas y Rodillo (Sevilla, 9 de agosto de 1721 - Buenos Aires, 1785), abuelo del militar León Ortiz de Rozas (Buenos Aires, 1760 - ib., 1839) y el bisabuelo del brigadier argentino Juan Manuel de Rosas.

### Carrera militar y viaje a Sudamérica
Fue nombrado caballero de la Orden de Santiago por real cédula del 13 de septiembre de 1737. Como militar participó de las campañas de la Guerra de Sucesión Española, en las de Italia y las del África Septentrional, convirtiéndose en teniente general de los Reales Ejércitos. A finales de 1741 fue nombrado en el puesto de gobernador del Río de la Plata, por lo cual tuvo que pasar a la Sudamérica española, para recién asumir en junio de 1742.

## Capitán general de Chile

### Predecesores en el cargo
El antecesor de Ortiz de Rozas en el gobierno titular de la Capitanía General de Chile había sido José Antonio Manso de Velasco que se distinguió por su empeño en fundar villas, algunas de las cuales hoy son florecientes urbes. Esta labor tan fructífera mereció que la Corona Española premiara a Manso de Velasco con el título de conde de Superunda, y quien el 7 de junio de 1745 fuera remplazado interinamente por el marqués Francisco José de Ovando.

### Asunción en el puesto gubernamental
El 25 de marzo de 1746, el entonces teniente general Domingo Ortiz de Rozas asumió en el cargo como gobernador titular de la Capitanía General de Chile y presidente de la Real Audiencia de Santiago, el mismo día en que arribó a la ciudad de Santiago e hizo el juramente ante el Cabildo, y al día siguiente, ante la real audiencia.
Alentado por semejantes hechos, quiso hacer lo suyo y se dio a la tarea de agrupar a los habitantes que vivían dispersos en los campos, y estableció nuevos trazados urbanos. Sus proyectos chocaron con la desidia de los pobladores a quienes pretendió reducir a la civilización.

### Conde de Poblaciones por la gestión de gobierno
Durante su gobierno inauguró la primera universidad de Chile en la ciudad de Santiago el 11 de marzo de 1747, la cual se llamó Real Universidad de San Felipe, que había sido creada por real cédula del 28 de julio de 1738, y designó como su primer rector al licenciado Tomás de Azúa e Iturgoyen.
Durante su mandato mandó construir en el año 1749 el fuerte Santa Bárbara en la isla Más a Tierra del archipiélago de Juan Fernández, como protección contra los piratas y corsario y que posteriormente se transformara en una colonia penal, y también la Real Casa de Moneda de Santiago de Chile —a la cual más tarde se le adjudicaría un palacio diseñado por el arquitecto italiano Gioacchino Toesca— y que al acuñar sus primera monedas en el mismo año le daba al territorio una mayor autonomía con respecto al virreinato peruano.
Además durante su administración se trasladó la ciudad de Concepción desde su ubicación original (actual ciudad de Penco) a su emplazamiento actual y se fundaron las ciudades de Casablanca (Santa Bárbara de Casablanca), Petorca (Santa Ana de Briviescas), ambas en 1753, Coelemu (Villa Jesús de Coelemu), La Ligua (Santo Domingo de Rosas de la Ligua) y Quirihue (San Antonio Abad de Quirihue), además trasladó la ciudad de Chillán a la actual comuna de Chillán Viejo.
Si bien la obra fundacional de Domingo Ortiz de Rozas no tuvo el éxito que persiguió, su labor administrativa fue tan proba y virtuosa como la de Manso de Velasco, en vista de lo cual por merced del rey Fernando VI, se le otorgó el 19 de enero de 1754 el título perpetuo libre de lanzas de conde de Poblaciones.

### Fallecimiento
El conde Domingo Ortiz de Rozas zarpó en mayo de 1756 en el buque El León desde la ciudad de Valparaíso de la Capitanía General de Chile rumbo a España, tomando la ruta del peligroso Mar de Hoces o pasaje de Drake pero fallecería a bordo en altamar en junio del mismo año, en las cercanías del cabo de Hornos.
La condesa viuda Ana Ruiz de Bribiesca hizo embalsamar el cuerpo y lo transportó a España, en donde se le hizo los honores fúnebres pertinentes a su alto cargo.

## Matrimonio y descendencia
El entonces hidalgo español Domingo Ortiz de Rozas se había unido en matrimonio en 1736 en la ciudad de Cádiz con Ana Felipa Ruiz de Briviesca y Ahumada (n. Cádiz, España, 27 de agosto de 1712).
Fruto del enlace entre Domingo Ortiz de Rozas y Ana Ruiz de Briviesca hubo por lo menos tres hijos:
- José Joaquín Ortiz de Rozas Ruiz de Briviesca (n. Cádiz, 31 de agosto de 1740), II conde de Poblaciones, que se casó en Badajoz el 2 de junio de 1760 con Anastasia Alduncín de la Dehesa (Badajoz, España, 20 de abril de 1745-Madrid, España, después del 30 de agosto de 1776), una hija de Lorenzo de Alduncín, intendente honorario de los Reales Ejércitos, y de María de la Dehesa Alvarado y Santoyo (n. Goizueta, 22 de noviembre de 1688). El matrimonio concibió a José Joaquín Ortiz de Rozas y Alduncín de la Dehesa (n. Aspe, España, 19 de agosto de 1767), III conde de Poblaciones y teniente de fragata de la Real Armada.[11][12]
- Ignacio Ortiz de Rozas[11] (n. e/ enero de 1741 y abril de 1742) que fuera nombrado en El Pardo caballero de la Orden de Santiago[11] por real cédula del 20 de marzo de 1779.[11]
- Luisa Rafaela Ignacia Ortiz de Rozas (n. Buenos Aires, 19 de marzo de 1743) que se casó con José Solano y Bote, I marqués del Socorro.